# Delomerista strandi
Delomerista strandi är en stekelart som beskrevs av Ulbricht 1911. Delomerista strandi ingår i släktet Delomerista och familjen brokparasitsteklar. Inga underarter finns listade i Catalogue of Life.